# Nashua (Iowa)
Pour les articles homonymes, voir Nashua.
Nashua est une ville des comtés de Chickasaw et Floyd, en Iowa, aux États-Unis. Elle est incorporée le 29 janvier 1857. 
La ville est nommée en l'honneur de Nashua, dans le New Hampshire, ville d'où est originaire l'un des colons de la première heure.

## Source de la traduction
- (en) Cet article est partiellement ou en totalité issu de l’article de Wikipédia en anglais intitulé « Nashua, Iowa » (voir la liste des auteurs).